# Тэлли, Тед
Тед Тэлли (англ. Ted Tally; 9 апреля 1952) — американский сценарист, драматург и преподаватель. Лауреат множества премий, включая премию «Оскар» за лучший адаптированный сценарий, премию Гильдии сценаристов США за лучший адаптированный сценарий и премию Эдгара Аллана По от ассоциации авторов мистической литературы США.

## Карьера

### Сценарист
Родился в Северной Каролине. Образование получал в Йельском колледже и Йельской драматической школе; в этих же заведениях он впоследствии был преподавателем. 
Самой известной работой Тэлли является сценарий к фильму «Молчание ягнят», за который он получил премию «Оскар» за лучший адаптированный сценарий, а также премию Гильдии сценаристов США за лучший адаптированный сценарий, премию Ассоциации кинокритиков Чикаго и премию Эдгара Аллана По от авторов мистической литературы США. Другими его сценариями являются «Белый дворец», «До и после», «Присяжная» и «Все милые лошади».
После отказа написать сценарий к фильму «Ганнибал», Толли вернулся к франшизе о Ганнибале Лектере, чтобы написать сценарий к фильму «Красный дракон».

### Другая деятельность
Тед Тэлли также работал в качестве ассоциированного продюсера для фильма 2000 года «Миссия на Марс», а также консультантом по сюжету для мультфильма 2004 года «Шрек 2» и креативным консультантом для мультфильмов «Мадагаскар» (2005) и «Шрек Третий» (2007).